# Salzstraße (Lüneburg)
Die Salzstraße ist eine Straße in der niedersächsischen Stadt Lüneburg.

## Lage
Die Salzstraße befindet sich in der Altstadt von Lüneburg. Sie verläuft in nord-südlicher Richtung und hat eine Länge von etwa 170 Meter. Im Norden geht sie an der Ecke Grapengießerstraße in die Straße Neue Sülze, im Süden an der Kreuzung Heiligen-Geist-Straße in die Straße Bei der St. Lambertikirche über. Die Salzstraße ist somit Teil der Verbindung Rathaus – Saline. Die Straße ist von Norden her eine Einbahnstraße. Eine „soltstrate“ wird bereits 1437 urkundlich erwähnt. Einige Gebäude der Salzstraße sind durch Senkungsschäden so beschädigt worden, dass sie abgerissen werden müssten. Die Neubauten passten sich nicht gut in das Straßenbild ein.
Die Salzstraße ist nicht zu verwechseln mit der Salzstraße am Wasser.

## Geschichte
Eine „soltstrate“ wird bereits im Jahre 1437 erwähnt.

## Baudenkmale
| Lage                                       | Bezeichnung         | Beschreibung | ID       | Bild |
| ------------------------------------------ | ------------------- | --- | -------- | ---- |
| Salzstraße 6 53° 14′ 50″ N, 10° 24′ 13″ O  | Wohnhaus            | Zum Haus gehört ein Anbau mit der ID 30644363                                                                                                  | 30680463 |      |
| Salzstraße 7 53° 14′ 49″ N, 10° 24′ 13″ O  | Wohnhaus            | | 30680484 |      |
| Salzstraße 13 53° 14′ 48″ N, 10° 24′ 12″ O | Wohnhaus            | | 30680519 |      |
| Salzstraße 14 53° 14′ 47″ N, 10° 24′ 11″ O | Wohnhaus            | Das Haus wurde in der ersten Hälfte des 16. Jahrhunderts erbaut. Es ist ein zweigeschossiges Dielenhaus, es wurde im 18. Jahrhundert umgebaut. | 30680538 |      |
| Salzstraße 19 53° 14′ 48″ N, 10° 24′ 13″ O | Wohnhaus            | Zum Haus gehört ein Flügelbau mit der ID 30647992                                                                                              | 30680538 |      |
| Salzstraße 20 53° 14′ 48″ N, 10° 24′ 13″ O | Wohnhaus            | Zum Haus gehört ein Flügelbau mit der ID 30646323                                                                                              | 30687389 |      |
| Salzstraße 23 53° 14′ 49″ N, 10° 24′ 14″ O | Wohnhaus            | | 30687389 |      |
| Salzstraße 26 53° 14′ 50″ N, 10° 24′ 15″ O | Wohnhaus            | Hier befand sich bis zum Jahr 2010 das Naturmuseum Lüneburg.                                                                                   | 30687389 |      |
| Salzstraße 27 53° 14′ 50″ N, 10° 24′ 15″ O | Wohnhaus            | | 30677393 |      |
| Salzstraße 28 53° 14′ 51″ N, 10° 24′ 15″ O | Wohn-/Geschäftshaus | | 30677375 |      |